# علي بابا خان
علي بابا خان (بالأردوية: على بابا خان؛ بالإنجليزية: Ali Baba Khan) هو مغني وملحن باكستاني، ولد في 5 مارس 1993 في بيشاور في باكستان.

## وصلات خارجية
- الموقع الرسمي
- علي بابا خان على موقع IMDb (الإنجليزية)